# Dover Hill (Indiana)
 (juillet 2025).
Dover Hill est une census-designated place située dans le comté de Martin, dans l’État de l'Indiana, aux États-Unis. Lors du recensement de 2020, elle compte 96 habitants.